# پلزنت پلاین (آیووا)
پلزنت پلاین (به انگلیسی: Pleasant Plain) شهری در ایالت آیووا کشور ایالات متحده آمریکا است که جمعیت آن در سرشماری سال ۲۰۱۰ میلادی، ۹۳ نفر بوده‌است.